# Pas-en-Artois
Pas-en-Artois ist eine französische Gemeinde mit 763 Einwohnern (Stand: 1. Januar 2022) im Département Pas-de-Calais in der Region Hauts-de-France. Die Gemeinde gehört zum Arrondissement Arras und zum Avesnes-le-Comte (bis 2015: Kanton Pas-en-Artois). Die Einwohner werden Passois genannt.

## Geographie
Pas-en-Artois liegt etwa 25 Kilometer südwestlich des Stadtzentrums von Arras am Fluss Quilienne. Umgeben wird Pas-en-Artois von den Nachbargemeinden Mondicourt im Norden und Nordwesten, Grincourt-lès-Pas im Norden, Warlincourt-lès-Pas im Norden und Nordosten, Gaudiempré im Nordosten, Hénu im Osten, Couin im Südosten, Saint-Léger-lès-Authie und Authie im Süden, Famechon im Westen und Südwesten sowie Pommera im Nordwesten.

## Bevölkerungsentwicklung
| Jahr                      | 1962 | 1968 | 1975 | 1982 | 1990 | 1999 | 2006 | 2013 |
| ------------------------- | ---- | ---- | ---- | ---- | ---- | ---- | ---- | ---- |
| Einwohner                 | 859  | 913  | 959  | 948  | 925  | 938  | 826  | 802  |
| Quelle: Cassini und INSEE |      |      |      |      |      |      |      |      |

## Sehenswürdigkeiten
- Kirche Saint-Martin aus dem 17. Jahrhundert, Glockenturm seit 1929 Monument historique
- Schloss aus dem 17. Jahrhundert

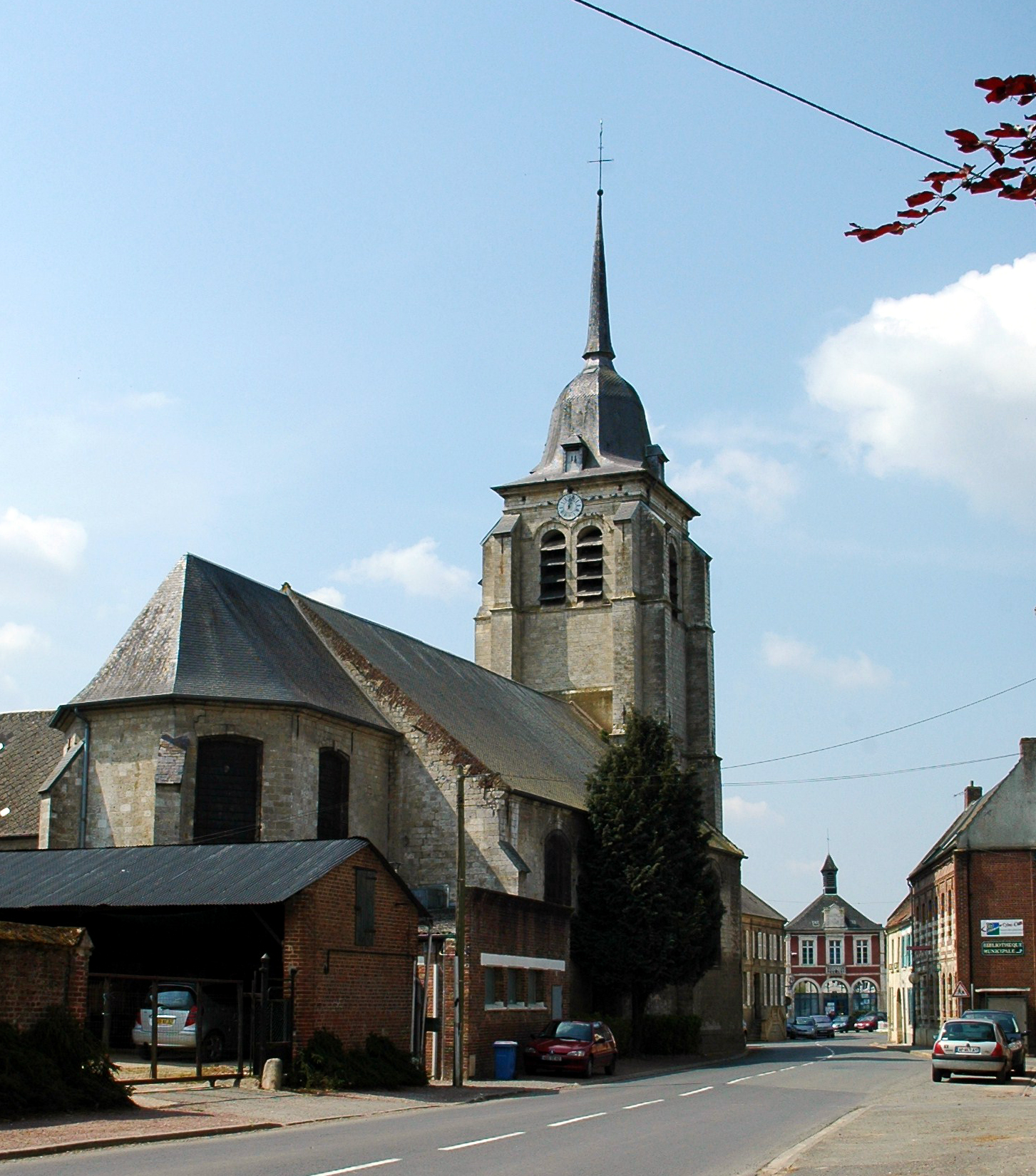
Kirche Saint-Martin
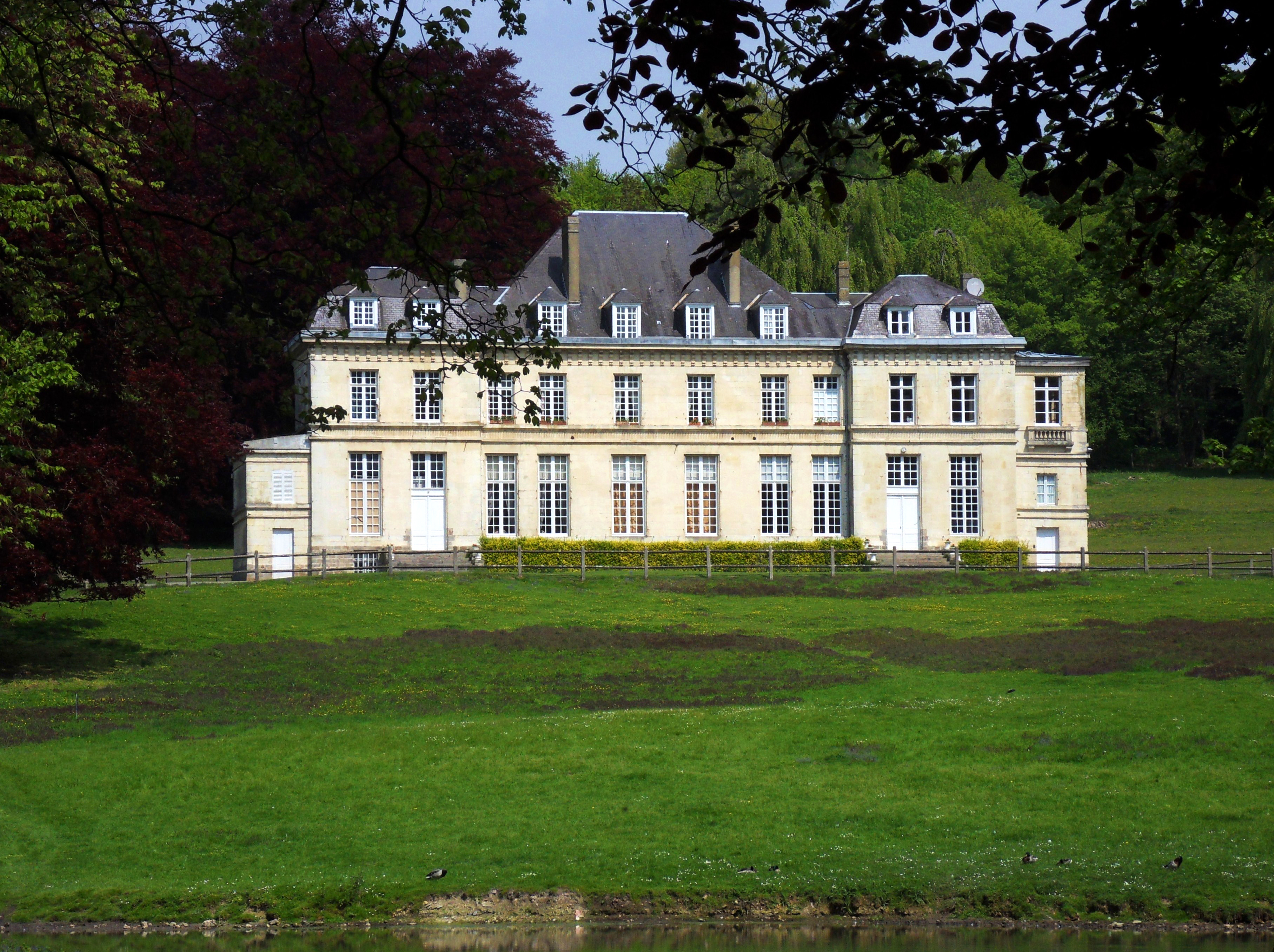
Schloss